# César Soto
César Soto Esquivel (* 17. September 1971 in Ciudad Lerdo, Bundesstaat Durango) ist ein ehemaliger mexikanischer Profiboxer und ehemaliger Weltmeister der WBC im Federgewicht.

## Boxkarriere
Er begann 1986 mit dem Profiboxsport und gewann seine ersten 14 Kämpfe in Folge durch Knockout (K. o.). Nach 17 weiteren Kämpfen, darunter elf Siegen und zwei Unentschieden, boxte er am 12. September 1991 in London um die Weltmeisterschaft der WBO im Bantamgewicht. Er unterlag dabei jedoch dem britischen Titelträger Duke McKenzie (29-2) über zwölf Runden nach Punkten.
Er blieb jedoch in seinen nächsten 14 Kämpfen wieder ungeschlagen. Dabei gelangen ihm Siege gegen den Rechtsausleger José Valdez (40-4), den späteren WBC-Weltmeister José Luis Castillo (18-0) und den ehemaligen WBA/WBO-Weltmeister Louie Espinoza (46-7). Im August 1994 verlor er knapp nach Punkten gegen Alejandro González (32-2), einem späteren WBC-Weltmeister. Auch beim Kampf um die WBC-Weltmeisterschaft im Federgewicht am 6. Juli 1996 in Manila, verlor er nach Punkten gegen Luisito Espinosa (38-7).
Durch eine Reihe spektakulärer Siege unter anderem gegen Sean Fletcher (20-1) und Carlos Alberto Ramon Rios (43-1), erhielt er am 15. Mai 1999 in El Paso eine weitere WM-Chance der WBC im Federgewicht. Dabei besiegte er den aktuellen Titelträger Luisito Espinosa (44-7) einstimmig nach Punkten, verlor den Titel aber bereits in der ersten Verteidigung am 22. Oktober desselben Jahres nach Punkten an Naseem Hamed (32-0). Anschließend folgten Niederlagen gegen Óscar Larios (37-2), Johnny Tapia (49-2) und Orlando Salido (23-9). Im Juni 2011 bestritt er seinen letzten Kampf.
Titel-Erfolge
- Mexikanischer Meister im Superbantamgewicht
- Mexikanischer Meister im Federgewicht
- Kontinental-amerikanischer Meister im Superbantamgewicht der WBC
- Nordamerikanischer Meister im Federgewicht der WBO
- Zentralamerikanischer Meister im Superfedergewicht der WBC
- Weltmeister im Federgewicht der WBC